# Diocesi di Magangué
La diocesi di Magangué (in latino: Dioecesis Maganguensis) è una sede della Chiesa cattolica in Colombia suffraganea dell'arcidiocesi di Cartagena. Nel 2021 contava 741.360 battezzati su 917.160 abitanti. È retta dal vescovo Ariel Lascarro Tapia.

## Territorio
La diocesi comprende 27 comuni nella parte centro-meridionale del dipartimento colombiano di Bolívar: Achí, Altos del Rosario, Arenal, Barranco de Loba, Cantagallo, Cicuco, Córdoba, El Peñón, Hatillo de Loba, Magangué, Margarita, Montecristo, Morales, Norosí, Pinillos, Regidor, Río Viejo, San Fernando, San Jacinto del Cauca, San Martín de Loba, San Pablo, Santa Cruz de Mompox, Santa Rosa del Sur, Simití, Talaigua Nuevo, Tiquisio, Zambrano.
Sede vescovile è la città di Magangué, dove si trova la cattedrale di Nostra Signora della Candelora. A Santa Cruz de Mompox sorge la basilica minore del Santissimo Cristo dei Miracoli (Santísimo Cristo Milagroso).
Il territorio si estende su una superficie di 20.165 km² ed è suddiviso in 50 parrocchie, raggruppate in 7 vicariati.

## Storia
La diocesi è stata eretta il 25 aprile 1969 con la bolla Recta sapiensque di papa Paolo VI, ricavandone il territorio dall'arcidiocesi di Cartagena e dal vicariato apostolico di San Jorge.

## Cronotassi dei vescovi
Si omettono i periodi di sede vacante non superiori ai 2 anni o non storicamente accertati.
- Eloy Tato Losada, I.E.M.E. † (25 aprile 1969 - 31 maggio 1994 dimesso)
- Armando Larios Jiménez (31 maggio 1994 - 8 marzo 2001 nominato vescovo di Riohacha)
- Jorge Leonardo Gómez Serna, O.P. (3 novembre 2001 - 30 luglio 2012 dimesso)
  - Sede vacante (2012-2014)
- Ariel Lascarro Tapia, dal 21 novembre 2014

## Statistiche
La diocesi nel 2021 su una popolazione di 917.160 persone contava 741.360 battezzati, corrispondenti all'80,8% del totale.
| anno | popolazione | popolazione | popolazione | presbiteri | presbiteri | presbiteri | presbiteri                | diaconi | religiosi | religiosi | parrocchie |
| anno | battezzati  | totale      | %           | numero     | secolari   | regolari   | battezzati per presbitero | diaconi | uomini    | donne     | parrocchie |
| ---- | ----------- | ----------- | ----------- | ---------- | ---------- | ---------- | ------------------------- | ------- | --------- | --------- | ---------- |
| 1970 | 290.000     | 300.000     | 96,7        | 36         | 13         | 23         | 8.055                     |         | 26        | 79        | 20         |
| 1976 | 360.000     | 371.000     | 97,0        | 20         | 13         | 7          | 18.000                    |         | 7         | 91        | 22         |
| 1980 | 417.900     | 430.200     | 97,1        | 22         | 15         | 7          | 18.995                    |         | 8         | 92        | 22         |
| 1990 | 460.000     | 485.000     | 94,8        | 30         | 18         | 12         | 15.333                    |         | 15        | 83        | 23         |
| 1999 | 460.000     | 500.000     | 92,0        | 35         | 29         | 6          | 13.142                    |         | 9         | 58        | 25         |
| 2000 | 460.000     | 500.000     | 92,0        | 32         | 28         | 4          | 14.375                    |         | 8         | 56        | 25         |
| 2001 | 460.000     | 500.000     | 92,0        | 33         | 30         | 3          | 13.939                    |         | 3         | 55        | 28         |
| 2002 | 466.000     | 507.000     | 91,9        | 33         | 33         |            | 14.121                    |         |           | 45        | 26         |
| 2003 | 471.000     | 512.000     | 92,0        | 35         | 35         |            | 13.457                    |         |           | 43        | 29         |
| 2004 | 600.000     | 750.000     | 80,0        | 33         | 33         |            | 18.181                    |         |           | 46        | 32         |
| 2013 | 677.000     | 838.000     | 80,8        | 70         | 66         | 4          | 9.671                     |         | 4         | 26        | 43         |
| 2016 | 700.866     | 867.334     | 80,8        | 62         | 58         | 4          | 11.304                    |         | 7         | 23        | 47         |
| 2019 | 724.000     | 895.500     | 80,8        | 68         | 64         | 4          | 10.647                    |         | 4         | 23        | 50         |
| 2021 | 741.360     | 917.160     | 80,8        | 68         | 65         | 3          | 10.902                    |         | 3         | 23        | 50         |